# Casa de las Rocas

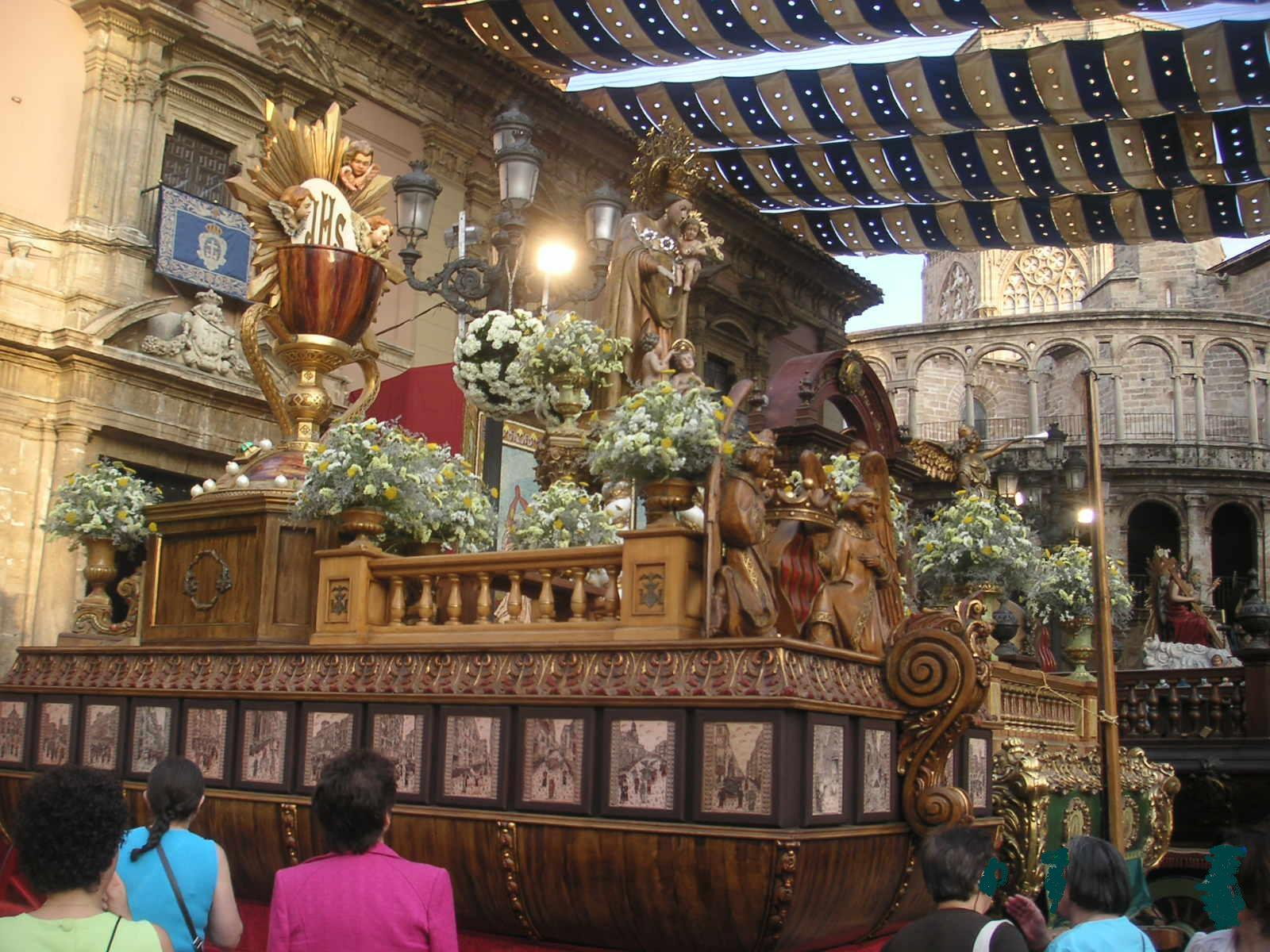
Rocas en la Plaza de la Virgen

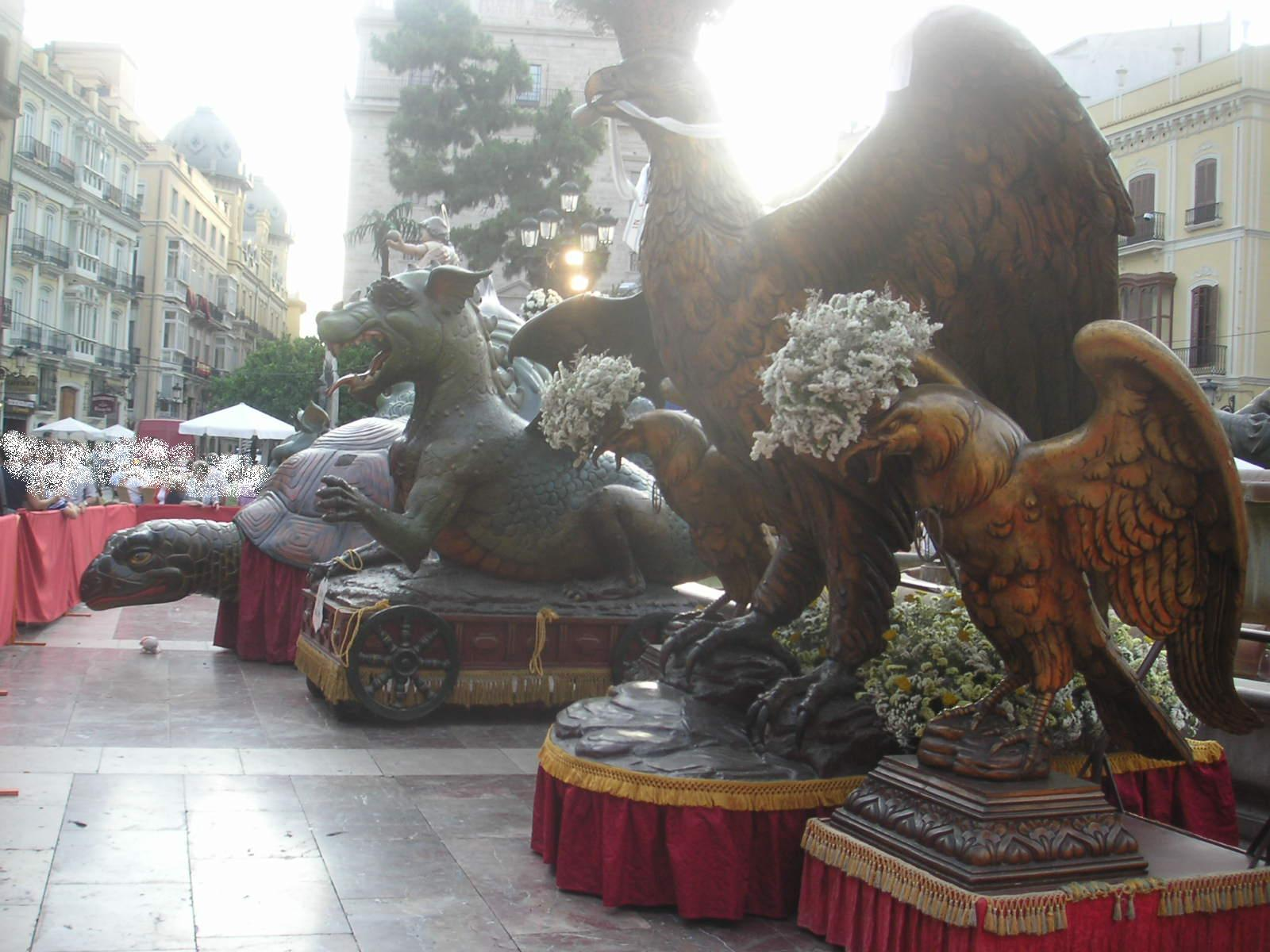
Rocas en la Plaza de la Virgen

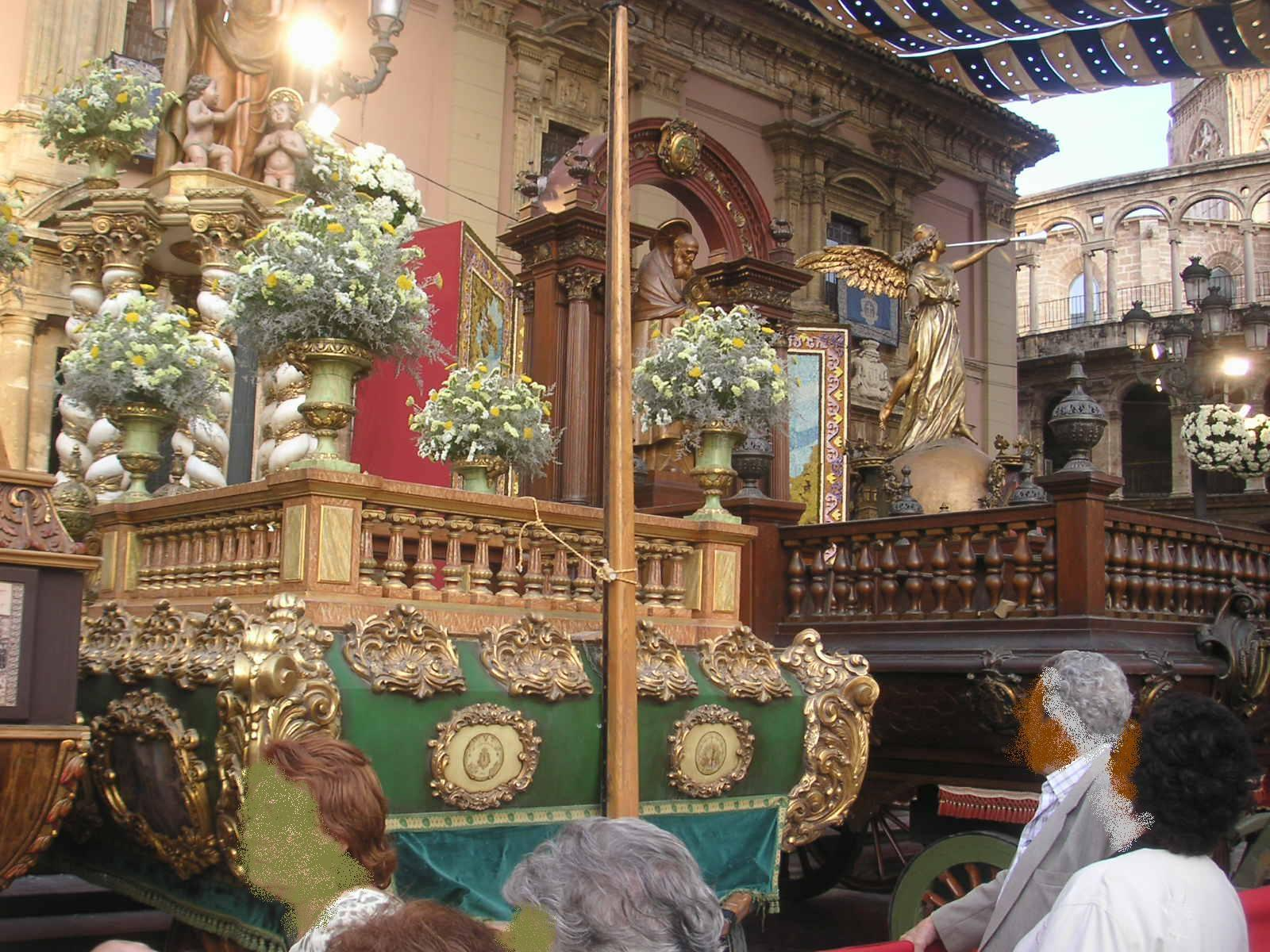
Históricas Rocas de la Procesión del Corpus tras ser sacadas de la Casa y expuestas en la plaza de la Virgen

El Museo del Corpus o Casa museo de las Rocas (en valenciano: Museu del Corpus o Casa museu de les Roques), se ubica en la antigua casa de las rocas y un edificio colindante recientemente restaurado para recoger el museo, en la ciudad de Valencia.

## Historia
La construcción de la Casa de las Rocas data del siglo XV, situándose entre el 8 de junio de 1435 (fecha en la que la ciudad delibera y aprueba la construcción de una casa) y el 8 de abril de 1447. Se encuentra junto al Portal dels Serrans, entre muro y muro, es decir, entre el más antiguo y el moderno de 1356, mandada construir por Pedro el Cerimonioso, con el fin de que sirviese de albergue a los carros y demás útiles que acompañaban a la procesión del Corpus.
El edificio resultó inundado hasta una altura de cuatro metros en la riada de 1957. Los gastos presupuestados por el ayuntamiento para su recuperación a raíz de esta catástrofe ascendieron a 150 000 pesetas.
Recientemente se ha restaurado la Casa de las Rocas y un edificio colindante datado en el siglo XVIII, habiendo sido su reinauguración el 29 de mayo de 2006, por la representación municipal.

## Contenido
Podría parecer escaso pero es de un alto valor artístico e histórico componiéndose de las Rocas, las tres simbólicas águilas, el arca de la alianza, los gigantes, los cabezudos, la "cuca fera", la "Tarasca", el Dragón de San Jorge, etc. Las once Rocas son, en orden cronológico:
- La de San Miguel (1528)
- La roca Diablera (1542)
- La de la Fe (1542)
- La de la Purísima (1542)
- La de San Vicente Ferrer (1665)
- La de la Santísima Trinidad (1674)
- La roca Valencia (1855)
- La de la Fama (1899)
- La del Patriarca San Juan de Ribera (1961)
- La de la Mare de Déu dels Desamparats (1995)
- La del Santo Cáliz (2001)

Actualmente también el museo dispone de biblioteca y realiza proyecciones a visitas concertadas, sobre la festividad del Corpus